# Detención preventiva
La detención preventiva es una medida cautelar de carácter personal que afecta el derecho de libertad personal durante un breve periodo de tiempo. Es la retención que puede efectuar la policía en sus instalaciones antes de la puesta a disposición del detenido ante un juez. El detenido no se halla en este caso preso.

## La detención preventiva según la legislación española
La detención preventiva se halla regulada en la legislación española: En su artículo 17.2 establece el mandato constitucional: «no podrá durar más del tiempo estrictamente necesario para la realización de las averiguaciones tendentes al esclarecimiento de los hechos, y, en todo caso, en el plazo máximo de setenta y dos horas, el detenido deberá ser puesto en libertad o a disposición de la autoridad judicial». En su artículo 55.2 matiza que este derecho, mediante una Ley orgánica, puede ser suspendido «para personas determinadas, en relación con las investigaciones correspondientes a la actuación de bandas armadas o elementos terroristas».
2) La Ley de Enjuiciamiento Criminal, en sus artículos 489 a 544. Regulando los casos en que tanto la policía como los particulares pueden detener a una persona, así como la puesta a disposición judicial de los detenidos. Cabe mencionar el artículo 520 bis que permite ampliar las 72 horas con una prórroga de hasta 48 horas más, autorizada por un juez, en el caso de bandas armadas o elementos terroristas.
3) El Código Penal, artículos 163 a 168 y 530 en lo referente a detenciones ilegales y secuestros.
4) La Ley Orgánica 4/1981, de 1 de junio, de los Estados de Alarma, Excepción y Sitio, artículo 16, sobre la detención decretada por Autoridad Gubernativa por sospecha de provocar alteraciones del orden público durante el estado de excepción, que establece un plazo máximo de 10 días .
5) La Ley Orgánica 1/1992, de 21 de febrero, sobre Protección de la Seguridad Ciudadana, artículo 20, en lo referente a la obligación de acudir a las dependencias policiales para facilitar la identificación de las personas, no considerándose este caso detención ( ver "Disposición derogatoria única"  de la Ley Orgánica 4/2015, de 30 de marzo, de Protección de la Seguridad Ciudadana, por la cual queda derogada la anteriormente mencionada )
No debe confundirse la detención preventiva con la prisión provisional, que es un auto en el que se decreta provisionalmente el ingreso en prisión por un juez, provisionalmente, a la espera de la celebración de un juicio.

## La Detención Preventiva Policial en el Perú
Los efectivos de la Policía Nacional del Perú, en sus labores de investigación criminal proceden a aprehender a personas en delito flagrante deteniéndolas preventivamente, las mismas que tienen que ser puestas a disposición del juzgado correspondiente, dentro de las veinticuatro horas o en el término de la distancia.
Estos plazos no se aplican a los casos de terrorismo, espionaje y tráfico ilícito de drogas. En tales casos, las autoridades policiales pueden efectuar la detención preventiva de los presuntos implicados por un término no mayor de quince días naturales, para ello se debe dar cuenta al representante del ministerio público y al juez competente, pudiendo éste asumir jurisdicción antes de vencido dicho término; ello debido a lo estipulado en el Artículo “2”, Inciso “24”, Literal “F” de la Constitución Política de 1993.